# Пятигорский научно-исследовательский институт курортологии
Пятигорский научно-исследовательский институт курортологии (филиал ФФГБУ СКФНКЦ ФМБА) — научно-исследовательское учреждение в Пятигорске.

## История
Летопись первого в области курортной науки института восходит к деятельности Русского бальнеологического общества (РБО), основанного в 1863 году, в Пятигорске, известным врачом и общественным деятелем, профессором С. А. Смирновым. Образование РБО было первым шагом в развитии бальнеологии, как науки, и по мере его деятельности приходило понимание о необходимости создания Бальнеологического института.
По инициативе РБО, в 1898 году, на Первом Всероссийском съезде деятелей по климатологии, гидрологии и бальнеологии в С-Петербурге, был предложен проект организации института, а в 1915 году было принято решение учредить в Пятигорске Институт экспериментальной бальнеологии с клиническим отделением. Разразившаяся Первая Мировая война, а затем, революция, помешали этому, и институт был создан только через 8 лет, уже при Советской власти в 1920 году.
Первым его директором стал крупный ученый в области гидрогеологии, заслуженный деятель науки, профессор А. Н. Огильви. Известные ученые-бальнеологи, члены Русского бальнеологического общества — В. А. Азлецкий, В. В. Владимирский, В. Д. Зипалов, Э. Э. Карстенс, А. А. Крюков, Е. А. Ларин, А. А. Лозинский, К. В. Писнячевский, Н. Н. Славянов и другие — перешли работать в институт. РБО передало институту здание химической лаборатории, музей, научную библиотеку, являющуюся одной из старейших в стране (в ней насчитывается свыше 100 тысяч книг по курортному делу, в том числе очень редких). Таким образом Пятигорский НИИ курортологии является преемником Русского бальнеологического общества.
Образован 4 мая 1920 года постановлением Народного Комиссариата здравоохранения. 10 мая 1920 года Северо-Кавказский Ревком утвердил постановление наркомата об организации в Пятигорске клиники Бальнеологического института. С 1921 по 1925 годы были также организованы клиники в Кисловодске, Ессентуках и Железноводске.
После создания Института наркомом здравоохранения Н. А. Семашко 29 июля 1920 года было утверждено Положение о Бальнеологическом институте в Пятигорске, которым были определены основные задачи — «организация и производство науч¬ных исследований по всем отраслям бальнеологии и смежных наук в регионе Кавказских Минеральных Вод, научно-педагогическая деятельность по подготовке к курортной работе врачей, среднего медицинского и инженерно-технического персона¬ла, курортоведение».
Организация института стала подспорьем начинавшемуся в этот период новому этапу курортного строительства на Кавказских Минеральных Водах (КМВ). Благодаря работам Института каждый курорт КМВ получил свой лечебный профиль. Сотрудниками Института были разработаны научные принципы использования курортных факторов, установлены основные механизмы их действия, научно-обоснованы методики курортного лечения, основательно изучена его медико-социальная и экономическая эффективность. Клинико-экспериментальные работы Института способствовали расширению лечебного профиля курортов, что позволило значительно увеличить число пролеченных больных и обеспечить круглогодичное функционирование санаторно-курортных учреждений КМВ.
В 1928 году организована биохимическая лаборатория, руководимая профессором Э. Э. Мартинсоном.
В предвоенные годы Институт был наиболее оснащенным в стране научно-исследовательским учреждением данного профиля, имеющим самый крупный коечный фонд, исследовательскую клиническую и экспериментальную базу, а также оптимальную для того времени структуру научных подразделений. К 1941 году в Институте и четырёх клиниках работало 774 сотрудника. Выполнялись исследования по всем направлениям деятельности Института, включая вопросы обороноспособности.
Великая Отечественная война
В годы войны Институт был одним из инициаторов организации эвакогоспиталей на базе санаториев, а его сотрудниками были в короткие сроки разработаны и внедрены в практику методы курортного лечения последствий боевых травм и болезней военного времени. Весьма эффективным оказался метод грязелечения инфицированных ран мягких тканей, научное обоснование которому дали О. Л. Волкова, А. Л. Шинкаренко, А. С. Вишневским и другими сотрудниками. За годы войны научными сотрудниками Института совместно с врачами эвакогоспиталей на курортах КМВ была проделана большая по масштабу и важная по своей значимости работа. Всего с апреля по декабрь 1943 года из этих госпиталей было возвращено в строй 84 % раненых и 80 % больных, поступивших туда на лечение (более 105 тысяч человек). Это был самый высокий показатель по всем группировкам госпиталей тыла страны.
В институте также шло освоение новых образцов военной продукции (например, производство противотанковых гранат), но не всегда успешно. Так в ноябре 1941 года при втором испытании на базе БИ готовой партии противотанковых гранат (первые испытания прошли успешно), на которых присутствовали специально прибывший в Пятигорск секретарь крайкома ВКП(б) по промышленности И. И. Никифоров, секретарь Пятигорского горкома ВКП(б) А. Д. Глушко, директор БИ В. А. Таргулов, инженер Е. И. Древаль и другие, произошла трагедия. При взрыве гранаты погибли Иван Иванович Никифоров (1906—1941) и инженер Евгений Иванович Древаль (1910—1941). Той же ночью умер от инфаркта миокарда директор БИ Валериан Алексеевич Таргулов (1896—1941).
В период немецко-фашистской оккупации города с 1942 по 1943 год институт прекращал свою деятельность, вновь приступил к работе согласно решению исполкома Пятигорского горсовета депутатов трудящихся от 13 января 1943 года № 1.
Послевоенные годы
На основе утверждённых эксплуатационных запасов лечебных вод и грязей, Институтом совместно с Гипрогор, Госстроем СССР, территориальными курортными советами в 1960-х годах был разработан перспективный план дальнейшего развития курорта Кавказские Минеральные Воды, который успешно реализовывался в 1970-80-е годы. В конце 1980-х годов Институт принимал активное участие в разработке проблем медицинского районирования территории КМВ в связи с составлением Территориальной комплексной системы охраны природы Кавказских Минеральных Вод (ТЕРКСОП).
Важное значение имели научно-обоснованные федеральные законы и нормативные акты различного уровня в сфере курортного дела, в подготовке которых Институт принимал самое непосредственное участие, взаимодействуя с Государственной Думой РФ, министерствами и ведомствами Российской Федерации, Ставропольского края, администрациями городов-курортов: федеральные законы «О природных лечебных ресурсах, лечебно-оздоровительных местностях и курортах» (1995), «Об особо охраняемых природных территориях» (1995), Постановление Правительства Ставропольского края «О неотложных мерах по обеспечению устойчивого развития особо охраняемого эколого-курортного региона Российской Федерации — Кавказских Минеральных Вод» (1997), Постановления Губернатора и Правительства Ставропольского края об образовании государственных комплексных природных заказников краевого значения на территории Кавказских Минеральных Вод.
На протяжении многих лет (с 1962 года) институт был ведущим в СССР по проблеме: «Внутреннее применение минеральных вод». Ещё в далеком 1922 году по инициативе клинициста В. Д. Зипалова в институте была создана экспериментальная физиологическая лаборатория. Благодаря установившимся тесным научным связям лаборатории с Ленинградским институтом экспериментальной медицины, возглавляемым академиком И. П. Павловым, на долгие годы определился профиль и методический уровень проводимых здесь исследований. В работе лаборатории непосредственно участвовали ведущие физиологи страны — академик К. М. Быков, профессор Д. С. Фурсиков. В дальнейшем лаборатория превратилась в экспериментальный отдел изучения механизмов действия физических факторов, главными научными задачами которого и по сей день являются изучение механизма действия природных лечебных факторов и экспериментальное обоснование их применения.
В 1969 году институт был утвержден головным в России по проблеме «Физиотерапия и курортология» Минздрава РСФСР. Координационная комиссия по этой тематике объединяла 17 курортных и медицинских институтов страны, в которых ежегодно выполнялись до 150 научных тем. В состав координационной комиссии входили ученые ЦНИИКиФ МЗ СССР, профильных институтов РСФСР. В дальнейшем научно-практические связи института с ведущими научными учреждениями страны только расширялись.
Институту принадлежит важная инициатива в создании и руководстве работой базовых санаториев на Кавказских Минеральных Водах (Е. А. Смирнов-Каменский, В. Н. Донской). Совместная деятельность института и базовых санаториев имела высокую практическую результативность, особенно в вопросах внедрения новых методов лечения, выполнении научно-практических работ. С 1971 года подобные учреждения, по примеру КМВ, были организованы на всех курортах страны.
В 2008 году институт передан в ведение ФМБА России.
С 2011 года институт начал издавать научно-практический журнал «Курортная медицина», входящий в перечень рецензируемых ВАК РФ журналов для опубликования основных научных результатов диссертаций.
Проведены крупные комплексные работы по научному обоснованию лечебно-оздоровительных местностей (Республика Крым, бальнеогрязевой центр «Мойнаки»; Республика Казахстан, лечебно-оздоровительный комплекс на оз. Индер; Республики Коми, санаторно-курортный комплекс «Серегово»; Республика СО-Алания, разработка концепции развития бальнеолечения в республике и др.).
С 2019 года институт стал филиалом Северо-Кавказского федерального научно-клинического центра ФМБА (Ессентуки).

## Руководители института
- 1920−21.12.1937 — Огильви Александр Николаевич
- 21.12.1937-14.12.1938 — Симонов Александр Иванович
- 14.12.1938-1939 (и. о.) — Вишневский Александр Степанович
- 1940—1941 — Мишуров Иван Никонорович
- 1941 — Таргулов Валериан Алексеевич. Погиб при испытании произведённой в институте противотанковой гранаты[5]
- 1943 — Занченко Петр Васильевич, профессор
- 1943—1945 — Смирнов-Каменский Евгений Арсеньевич[5]
- 1947 — и. о. директора Девирц Алексей Петрович
- 1948 — врио директора Шинкаренко, Анна Лукьяновна
- 1946—1949 — Друлев Виктор Антонович
- 1949—1951 — Папков Борис Николаевич
- сентябрь 1950-март 1952 (и. о.) — И. И. Белобок
- с 1951 по 1952 — Паухов Олег Александрович
- 1952 — и. о. директора Пантелеев Иван Яковлевич
- 1953-15.10.1960 — Савощенко Иосиф Сергеевич
- 15.10.1960-20.03.1961 (и. о.) — Царфис Петр Григорьевич
- 1961—1972 — Смирнов-Каменский Евгений Арсеньевич
- 23.03.1973-04.03.1976 — Реккандт Александр Александрович
- 04.03.1976 (и. о.) — Дерябина Валерия Михайловна
- 1976—1998 — Кривобоков Николай Георгиевич
- с апреля по 22.11.1998 (и. о.) — Глухов Алексей Николаевич
- 23.11.1998-июль 2007 — Васин Валентин Алексеевич
- 12.07.2007 по 12.05.2009 — Истошин Николай Георгиевич
- 26.06.2009 по 16.02.2012 — Бабякин Александр Федорович
- с 17.02.2012 (до 10.02.2015 — и. о.) — Ефименко Наталья Викторовна

## История названий
- 1920 — Пятигорский Бальнеологический институт
- 1962 — Пятигорский НИИ курортологии и физиотерапии
- 2019 — Пятигорский НИИ курортологии (филиал Северо-Кавказского федерального научно-клинического центра ФМБА России)

## Клиники института
Пятигорск
Весной 1916 года Терским комитетом Земского Союза арендована дача доктора медицины Я. Д. Вышегрода «Здоровье» в районе Провала, переоборудованная под лазарет для раненых и больных нижних чинов на 400 кроватей.
В 1920 году под руководством В. Д. Зипалова было организовано клиническое отделение Института Пятигорске.
В период с 1941 года по август 1942 года на территории клиники располагался эвакуационный госпиталь № 2172, а с 11 января 1943 по 1945 год эвакуационный госпиталь № 5428. Во время оккупации города Пятигорска немецко-фашистскими войсками с 9 августа 1942 года по 11 января 1943 года деятельность клиники была приостановлена.
В июне 1943 года открыта после оккупации Пятигорска клиника БИ, научный руководитель профессор А. А. Лозинский.
Кисловодск
Клиническое отделение Института в Кисловодске было открыто в 1921 году, как клиника имени В. И. Ленина стала функционировать с 1925 года под научным руководством профессора И. А. Валединского, а затем известного энтузиаста кардиологической специализации Кисловодского курорта профессора С. М. Полонского.
Ессентуки
В 1922 году было открыто Ессентукское клиническое отделение института под руководством профессора Военно-медицинской академии А. И. Лебедева. Это отделение в 1925 году было преобразовано в Ессентукскую клинику, где основными научными направлениями её работы стали исследование и разработка методов курортной терапии гастроэнтерологических заболеваний.
Железноводск
Железноводская клиника Института была основана в 1924 году под руководством профессора В. В. Владимирского. Основное направление научной деятельности клиники — изучение механизмов действия курортных и физиотерапевтических средств и разработка методов лечения больных с заболеваниями органов пищеварения.